# Мистецтво Нідерландів

«Нічна варта» Рембрандта, 1642, Рейксмузеум, Амстердам

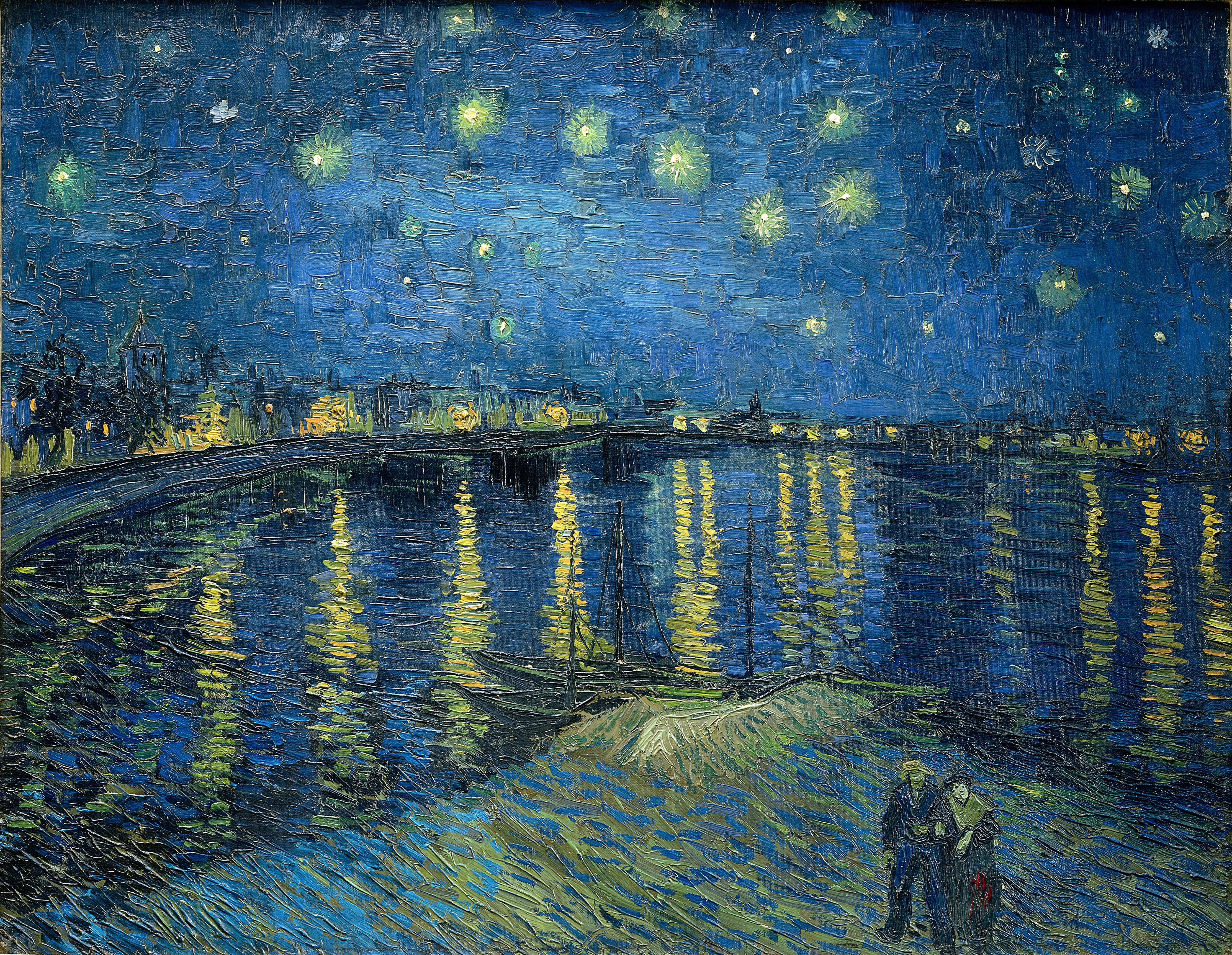
«Зоряна ніч над Роною», Вінсент Ван Гог, 1888, Музей д'Орсе, Париж

Мистецтво Нідерландів — образотворче мистецтво в Нідерландах. Ранній живопис охоплює ранній нідерландський, голландський і фламандський живопис епохи Відродження.
Нідерландський живопис Золотого віку в 1620—1680 роки був особливим стилем і течією, що виникла з традиції фламандського бароко. Це період великих мистецьких досягнень у Нідерландах. Протягом сімнадцятого століття в голландських містах панував здоровий мистецький клімат. Між 1605 і 1635 роками в Харлемі було створено понад 100 000 картин. На той час частка власності на мистецтво в місті становила 25 % —це рекорд.
Починаючи з 19го століття, голландський внесок був найбільш відомий у творчості окремих діячів Вінсента Ван Гога та Піта Мондріана, хоча обидва зробили свої найкращі роботи за межами Нідерландів.

## Золотий вік

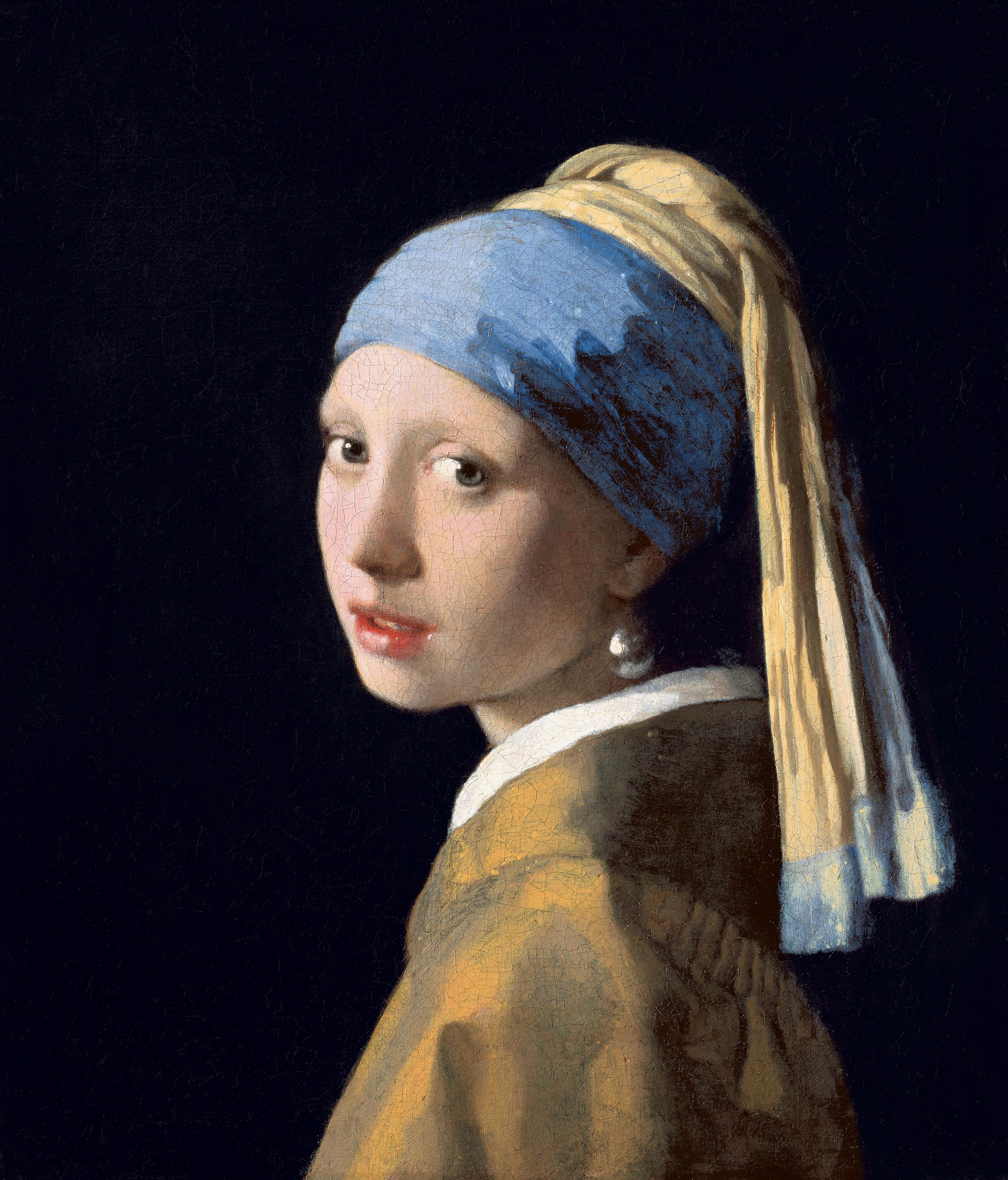
Дівчина з перловою сережкою Йоганнеса Вермеєра часто вважається найвідомішим твором голландського мистецтва.

Нідерландський живопис Золотого віку був одним із найбільш визнаних у світі того часу. Під час Золотого віку Нідерландів спостерігався такий високий випуск картин, що ціни на витвори мистецтва впали. З 1620-х років голландський живопис рішуче відірвався від стилю бароко, характерного для Рубенса у сусідній Фландрії. Види живопису включали історичні картини, портрети, пейзажі та міські пейзажі, натюрморти та жанрові картини.

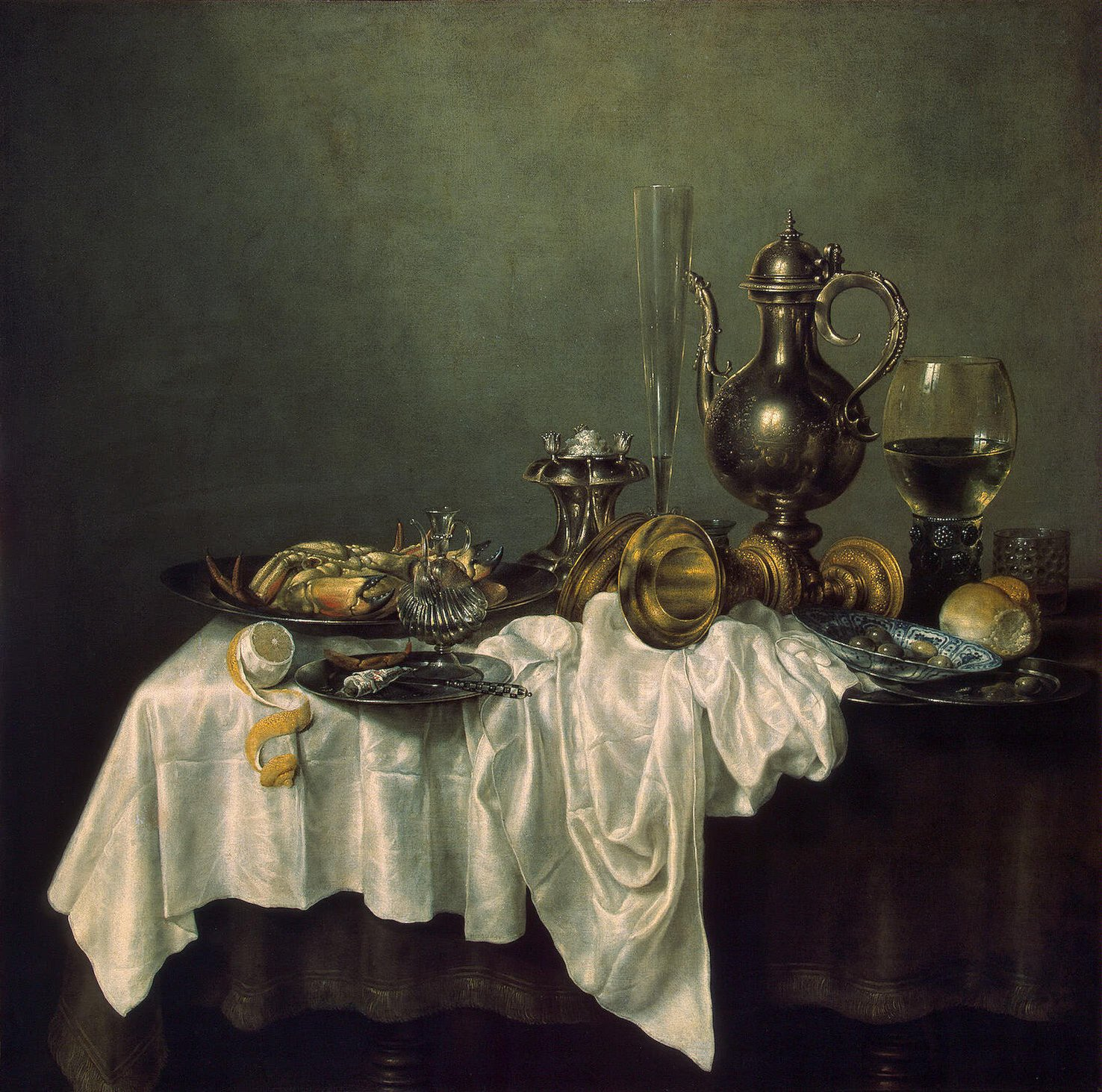
Віллем Клаесзон Хеда (17 століття): Сніданок з крабом

Голландські художники, особливо в північних провінціях, намагалися викликати емоції у глядача, дозволяючи людині бути стороннім спостерігачем сцени глибокої інтимності. Портретний живопис процвітав у Нідерландах у сімнадцятому столітті. Багато портретів створено на замовлення заможних осіб. Часто групові портрети оплачувалися кожним портретованим окремо. Іноді всі члени групи платили однакову. Часто використовувалися алегорії, в яких намальовані предмети передавали символічне значення предмета. Улюбленими темами голландських пейзажів були дюни вздовж західного узбережжя моря, річки з широкими прилеглими луками, де паслася худоба, часто силует міста вдалині.
Популярність Рембрандта як художника-портретиста зросла до 1631 року, і він почав отримувати кілька портретних доручень в Амстердамі. В1640 році творчість Рембрандта стала більш похмурою та роздумливою, можливо, під впливом особистої трагедії. Біблійні сцени тепер частіше бралися з Нового Заповіту, а не зі Старого Завіту. Однією з найвідоміших його картин є «Нічна варта», написана в 1642 році.

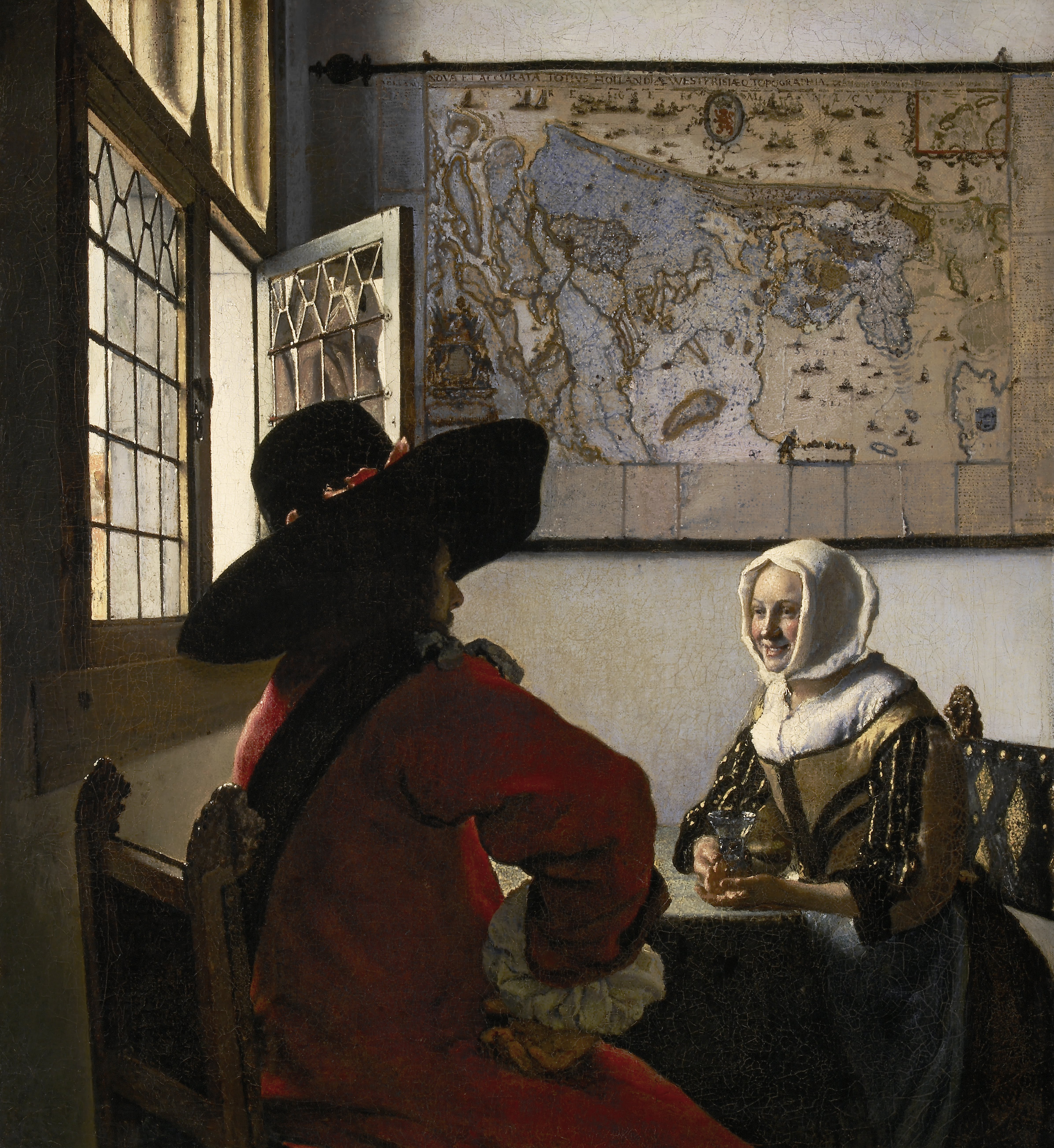
Офіцер Вермеєра та дівчина, що сміється, близько 1657 року, колекція Фріка, Нью-Йорк

Роботи Йоганнеса Вермеєра зображують переважно побутові інтер'єри. Інтер'єрні сцени являють собою жанрові твори або портрети.
Утрехтська школа — це група художників, які працювали в місті Утрехт у 17 столітті. Їх творчість вважається частиною барокового періоду історії мистецтва. Художники Утрехтської школи перебували під впливом творчості Караваджо, який помер незадовго до початку їх творчості.

## Дев'ятнадцяте століття

### Гаазька школа
До 19 століття Нідерланди значно відставали від сучасних мистецьких напрямів і шкіл.

Амстердамський імпресіонізм був актуальним у середині дев'ятнадцятого століття приблизно в той самий час, що й французький імпресіонізм . Художники наносили свої враження на полотно швидкими, помітними мазками пензля. Вони зосередилися на зображенні повсякденного життя міста. До відомих художників амстердамських імпресіоністів належать Джордж Хендрік Брейтнер, Віллем де Цварт, Ісаак Ізраелс, Саймон Дуйкер і Ян Тороп . Джордж Хендрік Брейтнер представив Нідерландам реалізм, який створив ударні хвилі, подібні до хвиль Курбе та Мане у Франції. Він був неперевершеним художником міських краєвидів: дерев'яні фундаментні палі біля гавані, роботи з руйнування та будівельні майданчики в старому центрі, кінні трамваї на дамбі чи канали під дощем. На рубежі століть Брайтнер був відомим художником у Нідерландах.

### Вінсент Ван Гог

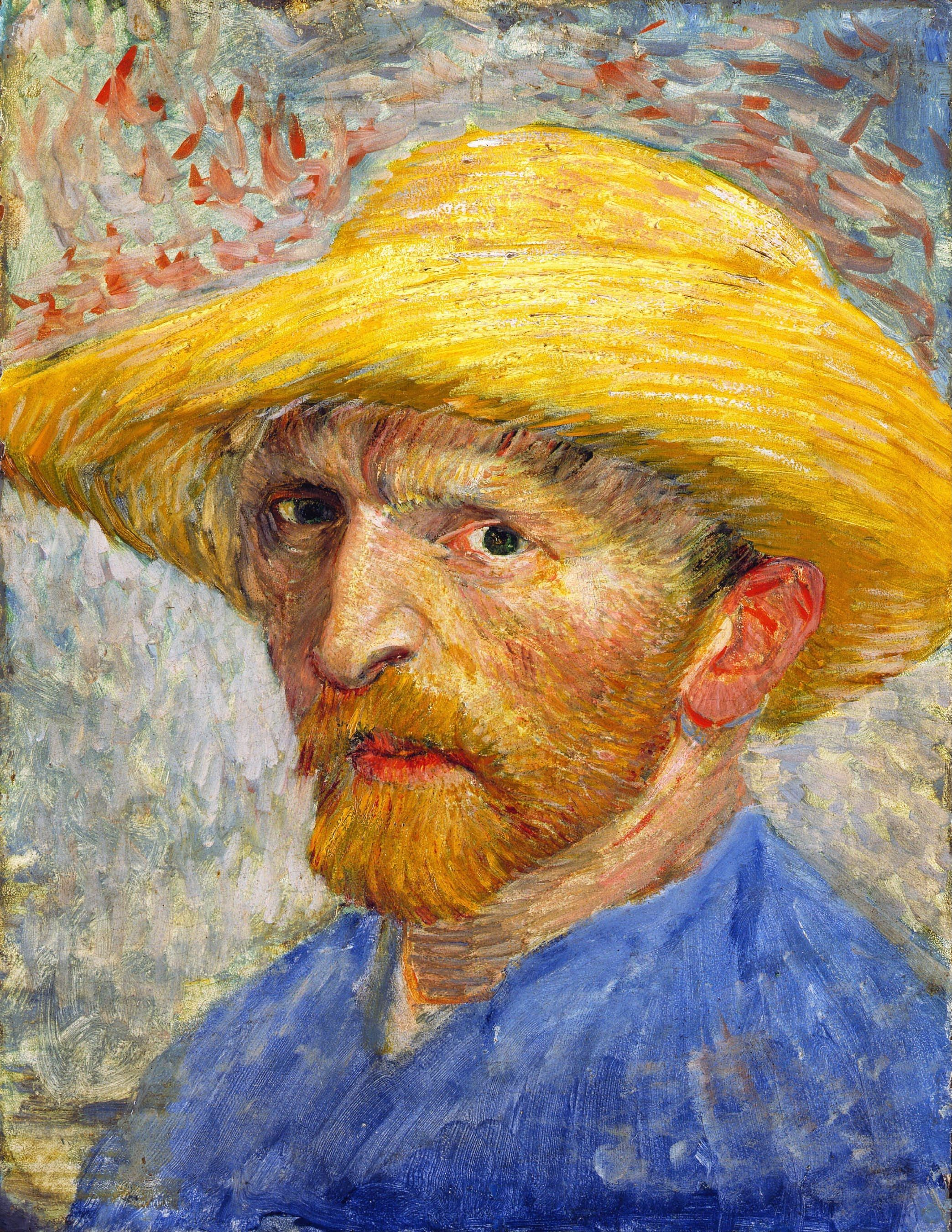
Автопортрет у солом'яному капелюсі Вінсента Ван Гога, літо 1887 року

Вінсент Ван Гог (30 березня 1853 р – 29 липня 1890) був художником-постімпресіоністом, чиї роботи, відомі своїми сміливим кольором, мали далекосяжний вплив на мистецтво 20-го століття. Після багатьох років хвороби та частих нападів психічних захворювань він помер у віці 37 років від вогнепального поранення. Тоді його творчість була відома лише небагатьом.

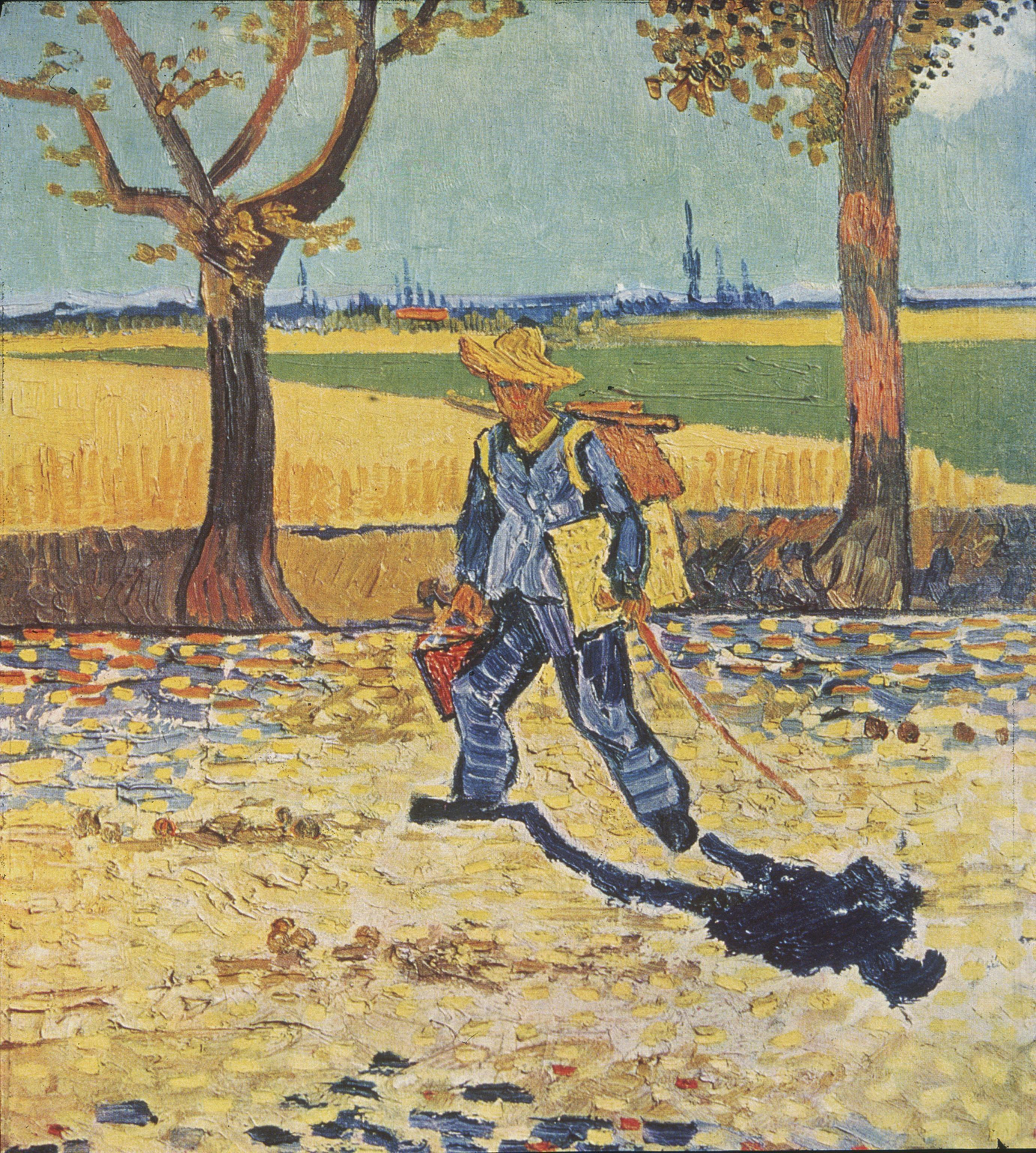
Художник по дорозі в Тараскон, серпень 1888 р. Вважається, що він був знищений пожежею під час Другої світової війни

Після його перших виставок наприкінці 1880-х років слава Ван Гога невпинно зростала серед колег, мистецтвознавців, дилерів і колекціонерів.
Разом із роботами Пабло Пікассо роботи Ван Гога є одними з найдорожчих картин у світі, коли-небудь проданих за оцінками аукціонів і приватних продаж.

## Двадцяте століття

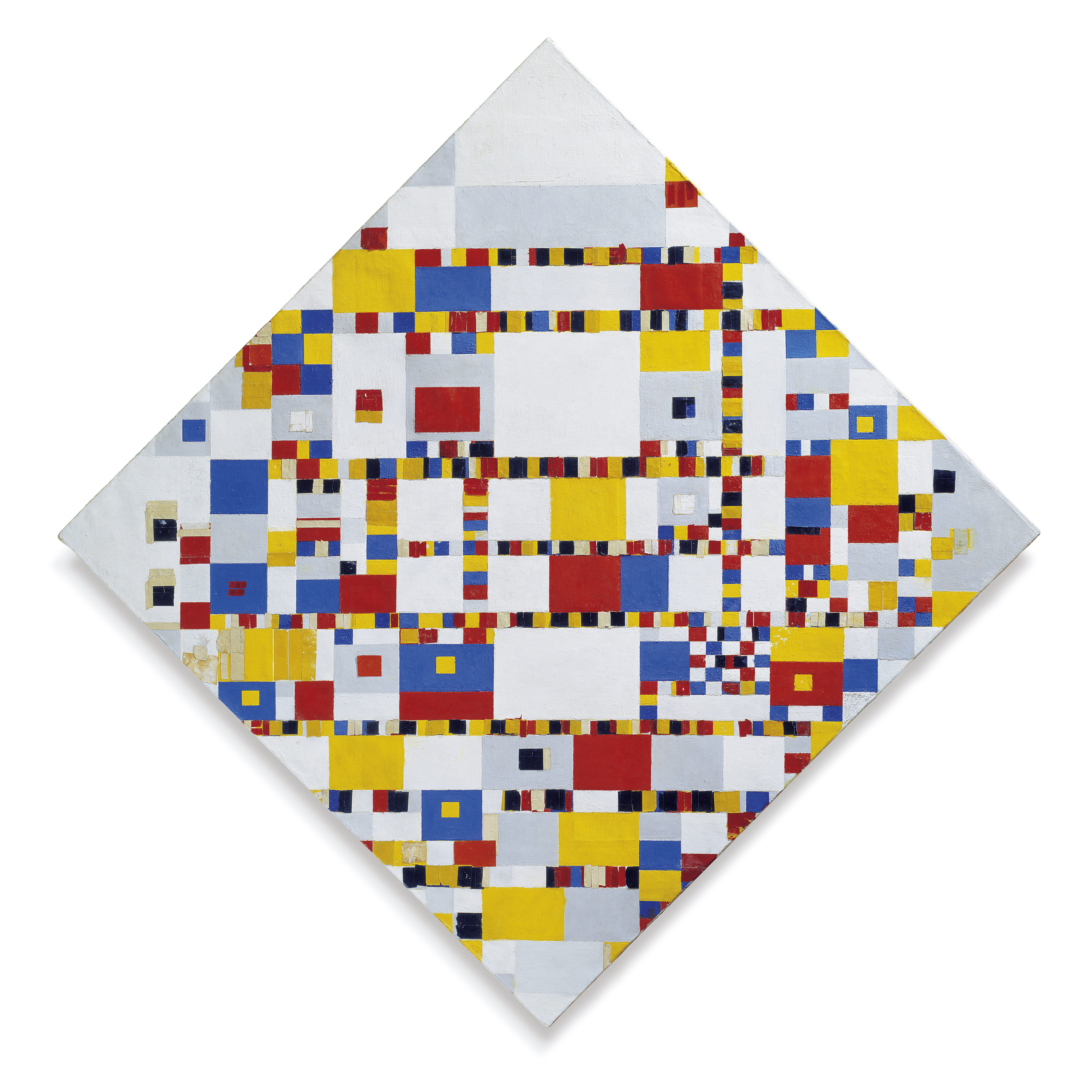
Перемога Піта Мондріана. Бугі-вугі

Між 1911 і 1914 роками всі найновіші мистецькі напрями прибули до Нідерландів один за одним, включаючи кубізм, футуризм і експресіонізм, з видатними художниками цієї епохи. Академія дизайну заснована в 1947 році.

## Музеї
У більшості музеїв із колекціями старих картин є багато голландських картин, особливо періодів раннього та золотого віку, часто більше, ніж вони можуть показати.
- Стара пінакотека в Мюнхені
- Берлінська картинна галерея в Берліні
- Музей Франса Халса
- Ермітаж у Санкт-Петербурзі, Росія
- Художньо-історичний музей у Відні
- Лувр в Парижі
- Мауріцхейс в Гаазі
- Метрополітен-музей у Нью-Йорку
- Національна галерея в Лондоні
- Національна галерея, Вашингтон, округ Колумбія
- Державний музей Амстердама